# Telamon (mitologia)
Telamon (gr. Τελαμών Telamṓn, łac. Telamon) – w mitologii greckiej syn króla Ajakosa (Eak) i Endeis. Brat Peleusa. Ojciec Ajasa Wielkiego (Ajaksa Wielkiego) i Teukrosa.
Zabił przyrodniego brata Fokosa i razem z bratem został wygnany z Eginy, osiadł na Salaminie. Tam poślubił Periboeę, córkę Kychreusa, króla wyspy i po śmierci teścia objął tron. Według innych wersji, córka Kychreusa nazywała się Glauke, a Poribea była drugą żoną Telamona. Brał udział w polowaniu na dzika kalidońskiego, towarzyszył Jazonowi jako jeden z Argonautów, i przyjaźnił się z Heraklesem.
Postać Telamona występuje też w operze z muzyką Antonia Vivaldiego i librettem Antonia Salviego Ercole su'l Termodonte. W tej mitologicznej wersji jest on jednak władcą Itaki i próbuje zdobyć względy Martesji, córki królowej Amazonek, Antiopy.